# Sophie Milzink
Sophie Milzink (Amsterdam, 4 februari 1997) is een bekende persoonlijkheid op YouTube. Ze maakt filmpjes op haar YouTubekanaal Sophie.

## Biografie
Milzink begon met het maken van video's voor YouTube op twaalfjarige leeftijd. Ze staat bekend om haar komische video's waarin ze reageert op bepaalde situaties of tv-programma's zoals Achter gesloten deuren, Ex on the Beach: Double Dutch en Temptation Island. Naast de reageervideo's heeft ze ook een eigen serie waarin ze met gasten praat over relaties, seks en liefde en vragen van kijkers beantwoordt.
Naast video's op haar eigen kanaal maakt ze ook video's voor het jongerenkanaal 538+ van Radio 538 en was ze in 2019 een van de presentatoren van Concentrate. Ze heeft ook de serie van Schrijven naar Swipen gemaakt voor internetzender S1.tv. Per maart 2021 staat ze onder contract bij managementbureau &.talent.
Het kanaal Sophie bestaat sinds 4 september 2005, maar haar eerste video plaatste ze op een ander kanaal met de naam Itsmebounty. Nadat ze was voorgekomen in video's van Milan Knol en Kelvin Boerma groeide haar hoeveelheid abonnees in korte tijd naar 5.000. Ze besloot in 2013 om haar YouTubekanaal niet meer aan te vullen met nieuwe video's, maar door de positieve reacties op een video waarin ze samen met haar broertje in een berenpak door Amsterdam liep, pakte ze het maken en plaatsen van video's weer actief op.
In augustus 2022 was de eerste uitzending van Vrouwmibo de podcast, met Nina Warink, Iris Enthoven & Sophie Milzink. De podcast zat bij de laatste vijf genomineerden in de categorie lifestyle bij de Dutch Podcast Awards 2022.
Milzink heeft sinds juli 2025 één kind samen met haar partner Brian Spierings. 